# Onthophagus witteianus
Onthophagus witteianus är en skalbaggsart som beskrevs av Frank-Thorsten Krell 2009. Onthophagus witteianus ingår i släktet Onthophagus och familjen bladhorningar. Inga underarter finns listade i Catalogue of Life.